# Nati nel 1989/Aprile
| Questa pagina contiene informazioni ricavate automaticamente dalle voci biografiche con l'ausilio del template Bio e di un bot. L'aggiornamento è periodico e automatico e ricostruisce completamente la pagina. Se manca una persona in questa lista, sei pregato di non aggiungerla, ma accertati piuttosto che la sua voce biografica contenga il template Bio e che i dati anagrafici siano correttamente compilati. Se il template Bio manca, inseriscilo tu stesso o, in alternativa, metti l'avviso {{tmp\|Bio}} che ne segnala la mancanza. Se i dati riportati sono sbagliati, correggi direttamente la voce biografica; le modifiche saranno visibili in questa lista entro pochi giorni. Per chiarimenti vedi il progetto biografie. La lista contiene solo le 507 persone che sono citate nell'enciclopedia e per le quali è stato implementato correttamente il template Bio. Pagina aggiornata al 18 ago 2025. |

- 1º aprile - Matías Aguirregaray, calciatore uruguaiano
- 1º aprile - Florin Bérenguer, calciatore francese
- 1º aprile - Jan Blokhuijsen, pattinatore di velocità su ghiaccio olandese
- 1º aprile - Linus Hallenius, calciatore svedese
- 1º aprile - Jan Hošek, calciatore ceco
- 1º aprile - Clint Irwin, calciatore statunitense
- 1º aprile - Torann Maizeroi, taekwondoka francese
- 1º aprile - David N'Gog, ex calciatore francese
- 1º aprile - Navab Nassirshalal, sollevatore iraniano
- 1º aprile - Willian Rocha, calciatore brasiliano
- 1º aprile - Saad Samir, calciatore egiziano
- 1º aprile - Sushil Kumar Singh, calciatore indiano
- 1º aprile - Nikola Tolimir, calciatore sloveno
- 2 aprile - Jérémie Azou, canottiere francese
- 2 aprile - Jonathan Balotelli, calciatore brasiliano
- 2 aprile - Sonja Gerhardt, attrice tedesca
- 2 aprile - Antoine Gomis, ex cestista francese
- 2 aprile - Richard Laine, giocatore di football americano finlandese
- 2 aprile - Lee Beom-young, calciatore sudcoreano
- 2 aprile - Rai López, ex cestista spagnolo
- 2 aprile - Richard Martínez, ex calciatore statunitense
- 2 aprile - Jerron McMillian, giocatore di football americano statunitense
- 2 aprile - Billy Morgan, ex snowboarder britannico
- 2 aprile - Saulo Araújo Fontes, calciatore brasiliano
- 2 aprile - Giorgi Shermadini, cestista georgiano
- 2 aprile - Christian Supusepa, ex calciatore olandese
- 2 aprile - Ibrahim Walidjo, ex calciatore camerunese
- 2 aprile - Fréjus Zerbo, ex cestista burkinabé
- 2 aprile - Milenko Zorić, canoista serbo
- 2 aprile - Roberson de Arruda Alves, calciatore brasiliano
- 3 aprile - Romain Alessandrini, ex calciatore francese
- 3 aprile - Romina Biagioli, triatleta argentina
- 3 aprile - Mirko Bigazzi, ex calciatore italiano
- 3 aprile - Israel Folau, ex rugbista a 13 e rugbista a 15 australiano
- 3 aprile - Miguel Ángel Herrera, ex calciatore messicano
- 3 aprile - Zsuzsanna Jakabos, nuotatrice ungherese
- 3 aprile - Camilla Kur Larsen, calciatrice danese
- 3 aprile - Camille Lopez, rugbista a 15 francese
- 3 aprile - James McArdle, attore scozzese
- 3 aprile - Atif Bashir, ex calciatore tedesco
- 3 aprile - Víctor Rosales, ex calciatore messicano
- 3 aprile - Kerry Simmonds, canottiera statunitense
- 3 aprile - Michael Stephens, ex calciatore statunitense
- 3 aprile - Giulia Tarquini, doppiatrice italiana
- 3 aprile - Martin Zeman, calciatore ceco
- 4 aprile - Vurnon Anita, calciatore olandese
- 4 aprile - Luciano Balbi, calciatore argentino
- 4 aprile - Ibrahima Baldé, calciatore senegalese
- 4 aprile - Mohamed Chalali, ex calciatore francese
- 4 aprile - Noah Dahlman, cestista statunitense
- 4 aprile - Saimir Fetai, ex calciatore macedone
- 4 aprile - Ruzaigh Gamildien, calciatore sudafricano
- 4 aprile - Chris Herd, ex calciatore australiano
- 4 aprile - Landry Jones, ex giocatore di football americano statunitense
- 4 aprile - Junior Kabananga, ex calciatore congolese (Repubblica Democratica del Congo)
- 4 aprile - Léa Mysius, sceneggiatrice e regista francese
- 4 aprile - Hannes Oberdörfer, ex hockeista su ghiaccio italiano
- 4 aprile - Natália Pereira, pallavolista brasiliana
- 4 aprile - Božidar Radošević, calciatore croato
- 4 aprile - Luiz Razia, pilota automobilistico brasiliano
- 4 aprile - Ángelo Rodríguez, calciatore colombiano
- 4 aprile - Ivan Smiljanić, cestista serbo
- 4 aprile - Jens Toornstra, calciatore olandese
- 4 aprile - Dan Peter Ulvestad, calciatore norvegese
- 4 aprile - Marvin Weinberger, ex calciatore austriaco
- 5 aprile - Yémi Apithy, schermidore francese
- 5 aprile - Liemarvin Bonevacia, velocista olandese
- 5 aprile - Kris Bowers, compositore, musicista e produttore discografico statunitense
- 5 aprile - Ezequiel D'Angelo, calciatore argentino
- 5 aprile - Freddie Fox, attore britannico
- 5 aprile - Emre Güral, calciatore tedesco
- 5 aprile - Justin Holiday, cestista statunitense
- 5 aprile - Lily James, attrice britannica
- 5 aprile - Amadou Kader, calciatore nigerino
- 5 aprile - Kyaw Zin, ex nuotatore birmano
- 5 aprile - Kalis Loyd, cestista svedese
- 5 aprile - Manuele Marchiani, pallavolista italiano
- 5 aprile - Marcel Oster, ex slittinista tedesco
- 5 aprile - Jonathan Rossini, ex giocatore di calcio a 5 e calciatore svizzero
- 5 aprile - Kiki Sukezane, attrice giapponese
- 5 aprile - Martyna Trajdos, judoka tedesca
- 5 aprile - Trần Lê Quốc Toàn, sollevatore vietnamita
- 5 aprile - Caia van Maasakker, hockeista su prato olandese
- 6 aprile - Djamel Bakar, ex calciatore francese
- 6 aprile - Sheila van den Bulk, calciatrice olandese
- 6 aprile - Chris Carter, giocatore di football americano statunitense
- 6 aprile - Stefano Coletti, ex pilota automobilistico monegasco
- 6 aprile - Hilder Colón, calciatore honduregno
- 6 aprile - Tom Dillmann, pilota automobilistico francese
- 6 aprile - Jeremy Ebert, giocatore di football americano statunitense
- 6 aprile - Geje Eustaquio, artista marziale misto filippino
- 6 aprile - Lance Goulbourne, ex cestista statunitense
- 6 aprile - Thomas Guerbert, ex calciatore francese
- 6 aprile - Renārs Rode, ex calciatore lettone
- 6 aprile - Şəhriyar Rəhimov, calciatore azero († 2023)
- 6 aprile - Gabrielle Scollay, attrice australiana
- 7 aprile - Vlad Achim, calciatore rumeno
- 7 aprile - Elena Cascarano, ex calciatrice italiana
- 7 aprile - Uroš Celcer, ex calciatore sloveno
- 7 aprile - Dan Costa, pianista, compositore e arrangiatore italiano
- 7 aprile - Franco Di Santo, ex calciatore argentino
- 7 aprile - Sylwia Grzeszczak, cantautrice polacca
- 7 aprile - Benjamin Leroy, calciatore francese
- 7 aprile - Stylianos Papadopoulos, taekwondoka greco
- 7 aprile - Aljaksandr Perapečka, ex calciatore bielorusso
- 7 aprile - Danny Post, ex calciatore olandese
- 7 aprile - Teddy Riner, judoka francese
- 7 aprile - Julija Samojlova, cantante russa
- 7 aprile - Grégory Sciaroni, hockeista su ghiaccio svizzero
- 8 aprile - Réka Benkó, schermitrice ungherese
- 8 aprile - Marcus Danielson, calciatore svedese
- 8 aprile - Cristián Garay, arbitro di calcio cileno
- 8 aprile - Steven Gray, cestista statunitense
- 8 aprile - Kristinn Ingi Halldórsson, calciatore islandese
- 8 aprile - Mosito Lehata, velocista lesothiano
- 8 aprile - Lu Chunlong, ginnasta cinese
- 8 aprile - Deivydas Matulevičius, ex calciatore lituano
- 8 aprile - Elvijs Misāns, triplista e lunghista lettone
- 8 aprile - Mun Kyong-nam, calciatore nordcoreano
- 8 aprile - Julius Perstaller, calciatore austriaco
- 8 aprile - Luca Pizzini, ex nuotatore italiano
- 8 aprile - Thomas Schoorel, ex tennista olandese
- 8 aprile - Matija Smrekar, calciatore croato
- 8 aprile - Martin Stašek, pesista ceco
- 8 aprile - J.R. Sweezy, ex giocatore di football americano statunitense
- 8 aprile - Arvis Vilkaste, bobbista lettone
- 8 aprile - Gabriella Wilde, attrice e modella britannica
- 8 aprile - Kōki Ōtani, calciatore giapponese
- 9 aprile - Adul Baldé, ex calciatore guineense
- 9 aprile - Bianca Belair, wrestler statunitense
- 9 aprile - Lucas Castro, calciatore argentino
- 9 aprile - Michelle Arturo Castro, ex calciatore messicano
- 9 aprile - Isaka Cernak, calciatore australiano
- 9 aprile - Gabriela Chávez, calciatrice argentina
- 9 aprile - Will Creekmore, cestista statunitense
- 9 aprile - Svitlana Iaromka, judoka e lottatore di sumo ucraina
- 9 aprile - Ecem Karavus, attrice turca
- 9 aprile - Rafael Grampola, calciatore brasiliano
- 9 aprile - Anna Westerlund, calciatrice finlandese
- 9 aprile - Julie Wojta, cestista statunitense
- 9 aprile - Federico Zani, rugbista a 15 e allenatore di rugby a 15 italiano
- 9 aprile - Baby Zhang, cantante cinese
- 9 aprile - Aderlan Santos, calciatore brasiliano
- 10 aprile - Ivan Čeliković, calciatore croato († 2023)
- 10 aprile - Michael Dunlop, pilota motociclistico nordirlandese
- 10 aprile - Éverton Ribeiro, calciatore brasiliano
- 10 aprile - Francesco Farioli, allenatore di calcio italiano
- 10 aprile - Jón Guðni Fjóluson, ex calciatore islandese
- 10 aprile - Vassilis Fotias, arbitro di calcio greco
- 10 aprile - Cole Grossman, ex calciatore statunitense
- 10 aprile - Thomas Heurtel, cestista francese
- 10 aprile - Hervé Kage, calciatore congolese (Repubblica Democratica del Congo)
- 10 aprile - Linas Klimavičius, calciatore lituano
- 10 aprile - Jiří Kovář, pallavolista ceco
- 10 aprile - Christopher Mintz-Plasse, attore statunitense
- 10 aprile - Nurudeen Orelesi, ex calciatore nigeriano
- 10 aprile - Brian Price, giocatore di football americano statunitense
- 10 aprile - Juice Robinson, wrestler statunitense
- 10 aprile - Nikola Šenková, pallavolista ceca
- 10 aprile - Welinton Souza Silva, calciatore brasiliano
- 10 aprile - Alvin Tehau, calciatore francese
- 10 aprile - Lorenzo Tehau, calciatore francese
- 10 aprile - Suvi Teräsniska, cantante finlandese
- 10 aprile - Elisa Torrini, modella italiana
- 10 aprile - Rico Verhoeven, kickboxer olandese
- 11 aprile - Iga Baumgart-Witan, velocista polacca
- 11 aprile - Blake Brettschneider, ex calciatore statunitense
- 11 aprile - Ariya Daivari, wrestler iraniano
- 11 aprile - Eka Darville, attore australiano
- 11 aprile - Dino Gavrić, ex calciatore croato
- 11 aprile - Tommy Høiland, ex calciatore norvegese
- 11 aprile - Zola Jesus, cantautrice statunitense
- 11 aprile - Marco Minnaard, ex ciclista su strada olandese
- 11 aprile - Ağahüseyn Mustafayev, lottatore azero
- 11 aprile - Joackim Olsen Solberg, ex calciatore norvegese
- 11 aprile - Tommaso Raspino, cestista italiano
- 11 aprile - Mike Remmers, giocatore di football americano statunitense
- 11 aprile - Luis Miguel Valle, ex calciatore costaricano
- 11 aprile - Krystian Zalewski, siepista polacco
- 12 aprile - Rolando Algandona, calciatore panamense
- 12 aprile - Sadat Bukari, ex calciatore ghanese
- 12 aprile - Troy Doris, triplista statunitense
- 12 aprile - Timo Gebhart, allenatore di calcio e ex calciatore tedesco
- 12 aprile - Sylvain Graglia, calciatore francese
- 12 aprile - Ádám Hanga, cestista ungherese
- 12 aprile - Antonia Iacobescu, cantante, ballerina e modella rumena
- 12 aprile - Léo Itaperuna, calciatore brasiliano
- 12 aprile - Antti Kanervo, cestista finlandese
- 12 aprile - Douglas Maia, ex calciatore brasiliano
- 12 aprile - Travis Mills, rapper, attore e modello statunitense
- 12 aprile - Giuseppe Paternò Raddusa, sceneggiatore italiano
- 12 aprile - Miguel Ángel Ponce, ex calciatore statunitense
- 12 aprile - Ryan Richter, allenatore di calcio e ex calciatore statunitense
- 12 aprile - Gilda Sansone, modella italiana
- 12 aprile - ILoveMakonnen, cantante, rapper e produttore discografico statunitense
- 12 aprile - DeAngelo Tyson, giocatore di football americano statunitense
- 12 aprile - Kaitlyn Weaver, danzatrice su ghiaccio statunitense
- 13 aprile - Guillermo Abascal, allenatore di calcio e ex calciatore spagnolo
- 13 aprile - Zaher Midani, calciatore siriano
- 13 aprile - Juan Luis Anangonó, calciatore ecuadoriano
- 13 aprile - Ryan Bailey, velocista e bobbista statunitense
- 13 aprile - Karima Benameur, ex calciatrice francese
- 13 aprile - Damien Cély, tuffatore francese
- 13 aprile - Chris Darril, autore di videogiochi italiano
- 13 aprile - Dong Dong, ginnasta cinese
- 13 aprile - Alexandre Lapandry, rugbista a 15 francese
- 13 aprile - Massimiliano Migliaccio, pallanuotista italiano
- 13 aprile - Anastasija Mirončyk-Ivanova, lunghista bielorussa
- 13 aprile - Rick Okon, attore tedesco
- 13 aprile - MamaRika, cantante, attrice e conduttrice televisiva ucraina
- 13 aprile - Alexis Ramos, calciatore argentino
- 13 aprile - Marco Sabbatani, giocatore di baseball italiano
- 13 aprile - Cédric Sansot, calciatore francese
- 13 aprile - Tartá, calciatore brasiliano
- 13 aprile - Tony Tchani, ex calciatore camerunese
- 14 aprile - Christian Colón, giocatore di baseball portoricano
- 14 aprile - Costantino Cutolo, ex cestista italiano
- 14 aprile - Luca Di Rocco, pallanuotista italiano
- 14 aprile - Zehra Doğan, artista e giornalista curda
- 14 aprile - Elisa, cantante e modella giapponese
- 14 aprile - Joe Haden, ex giocatore di football americano statunitense
- 14 aprile - Luis Hernández Rodríguez, calciatore spagnolo
- 14 aprile - Fanai Lalchhuanmawia, ex calciatore indiano
- 14 aprile - Odélia Mafanela, cestista mozambicana
- 14 aprile - Lucas Mahias, pilota motociclistico francese
- 14 aprile - Maximilian Mbaeva, calciatore namibiano
- 14 aprile - Mickey McConnell, ex cestista statunitense
- 14 aprile - Sean Mosley, ex cestista statunitense
- 14 aprile - Ochirbatyn Nasanburmaa, lottatrice mongola
- 14 aprile - Dominik Paris, sciatore alpino italiano
- 14 aprile - Kayla Pedersen, ex cestista statunitense
- 14 aprile - Dívier Pérez, cestista colombiano
- 14 aprile - Vít Přindiš, canoista ceco
- 14 aprile - Jake Rosenzweig, pilota automobilistico statunitense
- 14 aprile - Nguyễn Trọng Hoàng, calciatore vietnamita
- 14 aprile - Dafina Zeqiri, cantante svedese
- 14 aprile - Živko Živković, calciatore serbo
- 14 aprile - Óscar de Marcos, ex calciatore spagnolo
- 15 aprile - Jean-Marie Amani, ex calciatore ivoriano
- 15 aprile - Kerstin Cook, modella svizzera
- 15 aprile - Denise Feierabend, ex sciatrice alpina svizzera
- 15 aprile - Javier González López, cestista portoricano
- 15 aprile - Hektor Idrizaj, ex calciatore albanese
- 15 aprile - Andre Kinney, attore statunitense
- 15 aprile - Bakaré Koné, calciatore ivoriano
- 15 aprile - Shawn Nicklaw, ex calciatore statunitense
- 15 aprile - Aline Villares Reis, calciatrice brasiliana
- 15 aprile - Sam Sunderland, pilota motociclistico britannico
- 15 aprile - Billy Winn, giocatore di football americano statunitense
- 16 aprile - Mohamed Ahmed, calciatore emiratino
- 16 aprile - Allen Guevara, calciatore costaricano
- 16 aprile - Luke Hall, ex nuotatore swati
- 16 aprile - Damir Kreilach, calciatore croato
- 16 aprile - Chris Löwe, ex calciatore tedesco
- 16 aprile - Davide Manenti, velocista italiano
- 16 aprile - Daniel Parejo, calciatore spagnolo
- 16 aprile - José Silva, cestista portoghese
- 16 aprile - Elli Terwiel, ex sciatrice alpina canadese
- 16 aprile - Mia Yim, wrestler statunitense
- 16 aprile - Jonathan Zongo, ex calciatore burkinabé
- 16 aprile - Ícaro do Carmo Silva, calciatore brasiliano
- 17 aprile - Darius Adams, cestista statunitense
- 17 aprile - Charles Aránguiz, calciatore cileno
- 17 aprile - Martina Batini, schermitrice italiana
- 17 aprile - Yamith Cuesta, ex calciatore colombiano
- 17 aprile - Dávid Gróf, calciatore ungherese
- 17 aprile - Lewon Hayrapetyan, ex calciatore armeno
- 17 aprile - Lane Hughes, attore e musicista statunitense
- 17 aprile - Avi Kaplan, cantante statunitense
- 17 aprile - Beau Knapp, attore statunitense
- 17 aprile - Wesley Koolhof, ex tennista olandese
- 17 aprile - Fabio Leimer, pilota automobilistico svizzero
- 17 aprile - Marcos Minetti, ex calciatore argentino
- 17 aprile - Jamize Olawale, giocatore di football americano statunitense
- 17 aprile - Cvetomir Panov, calciatore bulgaro
- 17 aprile - Paraskeuī Papachristou, triplista greca
- 17 aprile - Andrij Sachnevyč, calciatore ucraino
- 17 aprile - Ralf Seuntjens, calciatore olandese
- 17 aprile - Valentin Stocker, dirigente sportivo e ex calciatore svizzero
- 17 aprile - Nicki Thiim, pilota automobilistico danese
- 17 aprile - Aleksandr Ėnbert, pattinatore artistico su ghiaccio russo
- 17 aprile - Kamil Łączyński, cestista polacco
- 18 aprile - Rizvan Ablitarov, calciatore ucraino
- 18 aprile - Taisuke Akiyoshi, calciatore giapponese
- 18 aprile - Don Barclay, giocatore di football americano statunitense
- 18 aprile - Senai Berhane, ex calciatore svedese
- 18 aprile - Anton Bernard, ex hockeista su ghiaccio italiano
- 18 aprile - Bojan Bogdanović, ex cestista croato
- 18 aprile - Simas Buterlevičius, ex cestista lituano
- 18 aprile - Ciro Henrique Alves Ferreira e Silva, calciatore brasiliano
- 18 aprile - Josh Duinker, ex cestista australiano
- 18 aprile - José Edvaldo, giocatore di football americano brasiliano
- 18 aprile - Aljaksandr Hutar, calciatore bielorusso
- 18 aprile - Jessica, cantante, modella e attrice sudcoreana
- 18 aprile - Zinaida Lunina, ginnasta bielorussa
- 18 aprile - Marco Maisano, autore televisivo, giornalista e conduttore televisivo italiano
- 18 aprile - Pascal Mancini, velocista svizzero
- 18 aprile - Heather Meyers, ex pallavolista statunitense
- 18 aprile - Fernando Navarro Morán, calciatore messicano
- 18 aprile - Julie Rabanne, calciatrice francese
- 18 aprile - Patricio Rubio, calciatore cileno
- 18 aprile - Alia Shawkat, attrice statunitense
- 18 aprile - Edip Tepeli, attore turco
- 18 aprile - Hannah Wang, attrice australiana
- 18 aprile - Marco Wolfinger, ex calciatore liechtensteinese
- 18 aprile - Cecilia Zambrini, ex cestista italiana
- 19 aprile - Alex Chance, attrice pornografica statunitense
- 19 aprile - Zohib Islam Amiri, calciatore afghano
- 19 aprile - Marko Arnautović, calciatore austriaco
- 19 aprile - Dimitri Bouclier, fisarmonicista francese
- 19 aprile - Calcutta, cantautore italiano
- 19 aprile - Michel Diouf, cestista senegalese
- 19 aprile - Lauren Ellis, ex pistard e ciclista su strada neozelandese
- 19 aprile - Antonio Gallardo, ex calciatore messicano
- 19 aprile - Jing Boran, cantante e attore cinese
- 19 aprile - Ahmed Kadhi, pallavolista tunisino
- 19 aprile - Lorenzo Laverone, calciatore italiano
- 19 aprile - Li Jianbin, calciatore cinese
- 19 aprile - Simu Liu, attore cinese
- 19 aprile - Federica Lombardi, soprano italiano
- 19 aprile - Rodrigo Mieres, calciatore uruguaiano
- 19 aprile - Julija Podskal'naja, pallavolista russa
- 19 aprile - Rob Simmons, rugbista a 15 australiano
- 19 aprile - Oleh Syn'ohub, calciatore ucraino
- 20 aprile - Henri Aalto, ex calciatore finlandese
- 20 aprile - Dejan Babić, allenatore di calcio e ex calciatore serbo
- 20 aprile - Charles Bay, ex giocatore di football americano statunitense
- 20 aprile - Alex Black, attore statunitense
- 20 aprile - Bocão, giocatore di calcio a 5 brasiliano
- 20 aprile - Marcelo Contini, judoka brasiliano
- 20 aprile - Dóra Csabai, pallanuotista ungherese
- 20 aprile - Nina Davuluri, modella statunitense
- 20 aprile - Christofer Eskilsson, tuffatore svedese
- 20 aprile - Chris Gastón, cestista statunitense
- 20 aprile - Maximiliano Gauna, pallavolista argentino
- 20 aprile - Qasim Said, calciatore omanita
- 20 aprile - Inge Janssen, canottiera olandese
- 20 aprile - Per Karlsson, ex calciatore svedese
- 20 aprile - Conor Murray, rugbista a 15 irlandese
- 20 aprile - Kevin Ojiaku, lunghista italiano
- 20 aprile - Brad Smelley, giocatore di football americano statunitense
- 20 aprile - Gerardo Suero, cestista dominicano
- 20 aprile - Carlos Valdes, attore, musicista e compositore statunitense
- 20 aprile - Sergei Zenjov, calciatore estone
- 20 aprile - Zhong Weijun, pallavolista cinese
- 20 aprile - Emanuela de Paula, supermodella brasiliana
- 21 aprile - Cristina Bonometti, ex calciatrice italiana
- 21 aprile - Nikki Cross, wrestler scozzese
- 21 aprile - Jori Davis, cestista statunitense
- 21 aprile - András Debreceni, calciatore ungherese
- 21 aprile - Sebastiano Dusi, rugbista a 15 italiano
- 21 aprile - Li Chao, scacchista cinese
- 21 aprile - Tatyana McFadden, atleta paralimpica, fondista e biatleta statunitense
- 21 aprile - Adriano Moraes, artista marziale misto brasiliano
- 21 aprile - Carlos Muñoz Rojas, calciatore cileno
- 21 aprile - Ruslans Nakoņečnijs, pentatleta ucraino
- 21 aprile - Josh Rutledge, giocatore di baseball statunitense
- 21 aprile - Adrián Szekeres, ex calciatore ungherese
- 21 aprile - Yen Yaki, calciatore spagnolo
- 22 aprile - Andre Chase, wrestler statunitense
- 22 aprile - Elias Bianchi, hockeista su ghiaccio svizzero
- 22 aprile - DeJuan Blair, ex cestista statunitense
- 22 aprile - Jasper Cillessen, calciatore olandese
- 22 aprile - Sabrina Cinili, ex cestista italiana
- 22 aprile - Lukáš Droppa, calciatore ceco
- 22 aprile - Danny Earls, ex calciatore irlandese
- 22 aprile - Dimaku Fidelis, ex calciatore nigeriano
- 22 aprile - Juan José García, cestista dominicano
- 22 aprile - Aron Gunnarsson, calciatore islandese
- 22 aprile - Damiano Lestingi, ex nuotatore italiano
- 22 aprile - James McClean, calciatore irlandese
- 22 aprile - Matteo Milli, nuotatore italiano
- 22 aprile - Danny Phiri, calciatore zimbabwese
- 22 aprile - Louis Smith, ginnasta inglese
- 22 aprile - Jun Suzuki, ex calciatore giapponese
- 22 aprile - Naoya Tomita, nuotatore giapponese
- 22 aprile - Maikel van der Werff, ex calciatore olandese
- 23 aprile - Abdulaziz Al-Muqbali, calciatore omanita
- 23 aprile - Anastasija Baranova, attrice e modella russa
- 23 aprile - Sergio Bubas, calciatore argentino
- 23 aprile - Kimberly Buys, ex nuotatrice belga
- 23 aprile - Yin Chang, attrice statunitense
- 23 aprile - Martin Chudý, calciatore slovacco
- 23 aprile - Alex Fava, schermidore francese
- 23 aprile - Huang Hongpin, ex cestista cinese
- 23 aprile - Adil' Ibragimov, ex calciatore russo
- 23 aprile - Judit Jakab, ex cestista ungherese
- 23 aprile - François Letexier, arbitro di calcio francese
- 23 aprile - Martin Macík Jr., pilota di rally ceco
- 23 aprile - Derek Sherrod, giocatore di football americano statunitense
- 23 aprile - Andraž Struna, ex calciatore sloveno
- 23 aprile - Nicole Vaidišová, ex tennista ceca
- 24 aprile - Agathe Bonitzer, attrice francese
- 24 aprile - Elīna Babkina, cestista lettone
- 24 aprile - Antonio Bareiro, calciatore paraguaiano
- 24 aprile - David Boudia, tuffatore statunitense
- 24 aprile - Jazzy Bazz, rapper francese
- 24 aprile - Naomi Cavaday, ex tennista britannica
- 24 aprile - Melania Costa, nuotatrice spagnola
- 24 aprile - Fábio Faria, ex calciatore portoghese
- 24 aprile - Ian Matos, tuffatore brasiliano († 2021)
- 24 aprile - Gaioz Nigalidze, scacchista georgiano
- 24 aprile - Briana Provancha, velista statunitense
- 24 aprile - Dominik Spohr, cestista tedesco
- 24 aprile - Alenka Čebašek, fondista slovena
- 25 aprile - Joseph Bendik, calciatore statunitense
- 25 aprile - Gedhun Choekyi, monaco buddhista tibetano
- 25 aprile - Andrea Crugnola, pilota di rally italiano
- 25 aprile - Mitar Đurić, pallavolista bosniaco
- 25 aprile - Marie-Michèle Gagnon, ex sciatrice alpina canadese
- 25 aprile - Michael van Gerwen, giocatore di freccette olandese
- 25 aprile - Coleman Hell, cantante canadese
- 25 aprile - Jayson Leutwiler, ex calciatore svizzero
- 25 aprile - Brian Lluy, calciatore argentino
- 25 aprile - Norichio Nieveld, calciatore olandese
- 25 aprile - Miki Siroshtein, calciatore israeliano
- 25 aprile - Aysel Teymurzadə, cantante azera
- 25 aprile - Damian Zbozień, calciatore polacco
- 26 aprile - Guido Abayián, calciatore argentino
- 26 aprile - Oliver Aquino, attore, ballerino e cantante filippino
- 26 aprile - Cole Beasley, giocatore di football americano statunitense
- 26 aprile - Luke Bracey, attore australiano
- 26 aprile - Trevin Caesar, calciatore trinidadiano
- 26 aprile - Chris Hairston, ex giocatore di football americano statunitense
- 26 aprile - Thales Hoss, pallavolista brasiliano
- 26 aprile - Melvin Ingram, giocatore di football americano statunitense
- 26 aprile - Leiton Jiménez, ex calciatore colombiano
- 26 aprile - Kang Dae-sung, cantante sudcoreano
- 26 aprile - Nadzeya Liapeshka, canoista bielorussa
- 26 aprile - Aarón Ñíguez, ex calciatore spagnolo
- 26 aprile - Rubén Pérez del Mármol, calciatore spagnolo
- 26 aprile - Chucho E. Quintero, regista e sceneggiatore messicano
- 26 aprile - Buster Skrine, ex giocatore di football americano statunitense
- 26 aprile - Stefan Stančev, ex calciatore bulgaro
- 26 aprile - Anželika Timanina, sincronetta russa
- 26 aprile - Vilayphone Vongphachanh, ex nuotatrice laotiana
- 26 aprile - Kyle Wilber, giocatore di football americano statunitense
- 26 aprile - Yang Banban, ex cestista cinese
- 27 aprile - La'Shard Anderson, ex cestista statunitense
- 27 aprile - Bady, calciatore brasiliano
- 27 aprile - Lars Bender, allenatore di calcio e ex calciatore tedesco
- 27 aprile - Sven Bender, allenatore di calcio e ex calciatore tedesco
- 27 aprile - Maksym Bilyj, calciatore ucraino († 2013)
- 27 aprile - Alan Chugaev, lottatore russo
- 27 aprile - Carlo Fabiano, attore e regista italiano
- 27 aprile - Alex Germany, giocatore di football americano statunitense
- 27 aprile - Gu Bon-gil, schermidore sudcoreano
- 27 aprile - Josh Harris, giocatore di football americano statunitense
- 27 aprile - Jakub Heidenreich, calciatore ceco
- 27 aprile - Martha Hunt, supermodella statunitense
- 27 aprile - Truls Johansen, ex sciatore alpino norvegese
- 27 aprile - Júnior Caiçara, calciatore brasiliano
- 27 aprile - Mária Korenčiová, calciatrice slovacca
- 27 aprile - Cristian López, calciatore spagnolo
- 27 aprile - Markus Nilsen, ex sciatore alpino norvegese
- 27 aprile - Emily Rios, attrice e modella statunitense
- 27 aprile - Jemal Tassew, calciatore etiope
- 27 aprile - Linus Tholse, pallavolista svedese
- 27 aprile - Nusret Yıldırım, cestista turco
- 28 aprile - Esteban Alvarado, calciatore costaricano
- 28 aprile - Gabriele Angella, calciatore italiano
- 28 aprile - Tamara Apostolico, ex discobola italiana
- 28 aprile - Kenjon Barner, giocatore di football americano statunitense
- 28 aprile - Sylwester Bednarek, altista polacco
- 28 aprile - Ruud Boymans, ex calciatore olandese
- 28 aprile - Maximiliano Coronel, calciatore argentino
- 28 aprile - Erik Dahlin, ex calciatore svedese
- 28 aprile - Krista Doebel-Hickok, ex ciclista su strada statunitense
- 28 aprile - Miriam Giovanelli, attrice e modella italiana
- 28 aprile - Kim Sung-kyu, cantautore, cantante e attore sudcoreano
- 28 aprile - Jelena Milovanović, cestista serba
- 28 aprile - Misato Nakamura, judoka giapponese
- 28 aprile - Anestīs Nastos, calciatore greco
- 28 aprile - Pedro Pareja Duque, ex calciatore spagnolo
- 28 aprile - Emil Salomonsson, ex calciatore svedese
- 28 aprile - Carlos Alberto Valencia, ex calciatore colombiano
- 29 aprile - Mariano Berriex, ex calciatore argentino
- 29 aprile - Guido Burgstaller, calciatore austriaco
- 29 aprile - Sophie Charlotte, attrice e ballerina brasiliana
- 29 aprile - Marco Fassinotti, altista italiano
- 29 aprile - Foxes, cantante britannica
- 29 aprile - Lucas Hoyos, calciatore argentino
- 29 aprile - Aleksandr Marenič, ex calciatore russo
- 29 aprile - Candace Owens, blogger, youtuber e imprenditrice statunitense
- 29 aprile - Guillaume Quesque, pallavolista francese
- 29 aprile - Samba Sow, ex calciatore maliano
- 29 aprile - Domagoj Vida, calciatore croato
- 30 aprile - Baauer, disc jockey e produttore discografico statunitense
- 30 aprile - Sara Canova, cestista italiana
- 30 aprile - David Colturi, tuffatore statunitense
- 30 aprile - Patrick DiMarco, giocatore di football americano statunitense
- 30 aprile - Erick Flores, calciatore brasiliano
- 30 aprile - Raúl García Carnero, ex calciatore spagnolo
- 30 aprile - Hossam Hassan, calciatore egiziano
- 30 aprile - Angelika Jakubowska, modella polacca
- 30 aprile - Jang Woo-young, cantante e attore sudcoreano
- 30 aprile - Nenad Kiso, ex calciatore bosniaco
- 30 aprile - David Lazari, calciatore brasiliano
- 30 aprile - Nigel Levine, velocista britannico
- 30 aprile - Denys Lukašov, cestista ucraino
- 30 aprile - Dor Malul, calciatore israeliano
- 30 aprile - Hrant Melk'owmyan, scacchista armeno
- 30 aprile - Laura Ong, pallavolista francese
- 30 aprile - Kōhei Shimizu, ex calciatore giapponese
- 30 aprile - Donjet Shkodra, calciatore kosovaro
- 30 aprile - Alexander Stølås, ex calciatore norvegese
- 30 aprile - Seyhan Yildiz, calciatore svizzero